# 기독교연합신문
한국 사회의 민주화와 언론 자유의 열기를 따라 1988년 2월 1일 창간된 ‘기독교연합신문’은 복음전파를 목표로 하면서 평신도의 신앙과 생활을 선도하는 신문을 천명했다. 본지의 창간 목적은 ‘정론과 선교’에 있다. 특히 한국사회와 세계를 향한 선교적 열망을 담아 문서선교의 한 축인 ‘기독언론’ 창간에 나서게 된 것이다. 

발행인 장종현 목사는 신문 창간 목적에 대해 이렇게 밝히고 있다. 
“1988년은 올림픽을 기점으로 대한민국의 국력이 신장되고 변화를 갈망하는 국민들의 염원이 절정에 이른 때입니다. 그러나 변화의 욕구는 급격한 민주화로 사회갈등을 가져왔고, 경제 성장의 혜택 속에서 국민들은 타성에 젖고 안일주의에 빠지기 시작했습니다. 이 때 크리스천의 사회적 책임을 자각하게 됩니다. 교회가 사회와 조화를 이루고 평신도들의 신앙과 생활이 문화 속으로 녹아들어 이 땅을 변화시키는 밀알이 되기를 바라는 마음에서 초교파 기독신문인 ‘기독교연합신문’을 창간하게 되었습니다.”

언론인보다 교육자로 더 잘 알려진 장종현 목사가 신문을 창간한 것은 ‘선교’라는 큰 꿈의 일환이다. 선교사를 꿈꿨던 장종현 목사의 사명이 교육(학교)과 목회(교단), 그리고 선교(미디어)로 확장된 것이다. 

10만 부 발행, 시내 가판 판매 기록
기독교연합신문은 교계신문 역사에 ‘최초’의 기록을 여러 개 남긴 선도적 역할을 감당했다. 특히 창간 후 복음전파의 목적을 수행하기 위해 시내 가판 판매와 10만부 발행의 공격적 경영은 지금도 감히 시도할 수 없는 과감한 결정이었다. 

1987년 언론 자유화는 이단종파들도 신문을 발간할 수 있는 길을 열어주었다. 1988년 통일교에서 종합일간지를 발행한다는 소식은 기독교계를 들끓게 했다. 어떻게든 통일교의 언론장악 시도를 막아야 한다는 절박한 과제가 주어졌다. 통일교에 대항하기 위해 기독교 종합일간지 국민일보가 여의도순복음교회를 중심으로 1988년 12월 전격 창간됐다. 세계일보는 이보다 두 달 늦은 1989년 2월이 되어서야 모습을 드러냈다. 

당시 기독교 언론들은 이단으로부터 한국교회를 보호해야 한다는 사명감에 불타고 있었다. 세계일보보다 1년 앞서 창간된 기독교연합신문은 통일교와 이단의 문제를 교회는 물론 일반인들에게 신문의 존재를 알리면서 일간지에 버금가는 주간신문의 역량을 발휘했다. 

특히 창간 후 6개월 만인 1988년 8월 14일에는 10만부를 발행하며 길거리 신문 판매대에 기독교연합신문을 배치했다. 정기 구독자들은 물론이고, 시민 누구나 구독할 수 있는 길을 열어놓은 것이다. 창간 6개월 만에 이룬 업적은 또 있다. 지하2층 지상 6층의 사옥을 신축, 새 사옥을 중심으로 기독언론 창달에 선도적 역할을 감당할 것을 천명했다. 

교계신문 최초 인터넷 신문 창간
첫 인터넷 서비스의 시작은 1990년대 말이다. 1990년대 중반 이후 가정용 컴퓨터의 보급이 시작됐다. 정보통신의 발전이 눈에 띄게 이루어지는 시기에 종이신문만으로 선교사역을 감당할 수 없다는 위기가 찾아왔다. 기독교연합신문은 1999년 2월 1일 홈페이지 (http://www.ucn.co.kr)를 구축하고, 인터넷 서비스를 시작했다. 

초기에는 기독교 전문 정보통신업체를 이용해 기사만 업데이트 하는 형식이었다. 이 서비스로 독자들은 집에서 신문을 기다리지 않고 PC 통신 접속으로 교계 소식을 접할 수 있었다. 국내뿐만 아니라 해외 선교사들과 재외동포도 먼 고국의 소식을 들을 수 있는 새로운 길이 열린 것이다. 
기독교연합신문은 홈페이지를 통한 인터넷 서비스에 만족하지 않고, 한 단계 업그레이드된 인터넷 신문을 선보인다. 2005년 1월 1일 ‘아이굿뉴스’(www.igoodnews.net)라는 이름으로 교계 신문 최초로 인터넷 신문을 창간하면서 시대를 앞서 나갔다. 종이신문은 기독교연합신문으로, 인터넷 신문은 ‘아이굿뉴스’로 각각 다른 제호를 사용하면서 투 트랙 미디어 선교를 시작한 것이다. 

매주 오프라인 신문을 발간하면서 초교파 인터넷 뉴스 서비스를 시작한 곳은 기독교연합신문이 유일했다. 아이굿뉴스는 한국교회의 흐름과 각종 정보를 발빠르게 독자들에게 실시간 제공함으로써 관심을 유발했다. 아이굿뉴스는 창간 후 13년이 지난 지금까지도 종교언론 랭킹 상위를 지키며, 독보적인 영역을 구축해 나가고 있다. 

신문-방송의 융합 ‘아이굿뉴스TV’ 개국
교계 오프라인 언론 중 최초로 인터넷 신문 ‘아이굿뉴스’를 창간한 데 이어 1년 후인 2006년에는 인터넷방송 ‘아이굿뉴스TV’를 개국하기에 이른다. 아이굿뉴스TV 개국과 함께 기독교연합신문은 ‘21세기 기독언론을 선도하는 글로벌 리더’로 도약을 선언한다. 

아이굿뉴스TV의 인기는 폭발적이었다. 2006년 3월 6일 개국한 이래 1달여 만에 6만 명 이상이 접속했으며, 1년 후 평균 방문 인원이 5배 이상 증가하면서 급속도로 성장을 거듭했다. 하루 평균 방문자는 8천여 명, 1달 평균 방문자가 25~30만 명에 육박해 아이굿뉴스TV를 향한 한국교회 목회자와 성도들의 사랑을 확인할 수 있었다. 

아이굿뉴스 창간을 계기로 교계신문 최초로 ‘전국 신학생 설교대회’를 개최했고, ‘전국 찬양경연대회’를 실시했다. 

2016년에는 한국교회 최초로 ‘신학대학원생의 의식과 사역에 대한 설문조사’도 진행했다. 본지는 이 조사를 바탕으로 연중기획 ‘신학교육이 변해야 한국교회가 산다’를 총 35회 연재, 신학교육의 변화를 주도하는 한편, 연말 기자상을 휩쓸며 기사의 가치를 인정받았다. 

교단지로 변화와 도약의 시대 열다
초교파 신문으로 창간됐지만, 백석학원과 대한예수교장로회 총회와 긴밀한 협력관계를 유지해오던 신문은 교단의 성장과 함께 교단지로 변화와 도약을 시작하고 있다. 2015년 ‘백석매거진’으로 교단 뉴스를 섹션화 시켰으며, 2015년 9월 교단 통합 이후에는 ‘총회매거진’으로 명칭을 바꿔 지금까지 지면을 운영하고 있다. 초교파 신문의 정체성을 유지하면서도 총회의 소식을 깊이 있게 다루는 교단지로 두 가지 색깔의 신문으로 새로운 도전을 시작한 것이다. 

기독교연합신문의 교단 직영은 2002년 9월 총회에서 ‘1교회 1만원’ 의무구독 결의 이후 2014년 9월 정기총회에서 ‘1인 1만원 의무구독’ 결의를 재확인했으며, 2015년 9월 예장 대신과 백석 통합총회에서 ‘총회 직영’ 결의를 하면서 본격적인 교단지 시대를 열어가고 있다. 이처럼 변화와 도전을 계속해온 기독교연합신문은 2018년 창간 30주년을 맞아 ‘뉴미디어’ 시대를 선도하는 종합언론으로 도약을 선언했다.

현실에 안주하지 않고 시대의 흐름에 맞춰 변화하되, 언론의 가치와 사명은 복음의 본질에서 결코 벗어나지 않는 신문을 꿈꾼다. ‘교회를 살리는 신문’을 기치로 내걸고 세상이 쏟아내는 ‘가짜뉴스’의 홍수 속에서 진실을 말하고 진리를 전하는 신문이 되도록 최선을 다하고 있다 
출처 : 아이굿뉴스(http://www.igoodnews.net)